# 安哥拉
安哥拉共和國（葡萄牙語：República de Angola），通稱安哥拉（葡萄牙語：Angola），是位于非洲西南部的國家，西濱大西洋，北及東北鄰剛果民主共和國，南鄰納米比亞，東南鄰尚比亞，另有一塊外飛地卡賓達省，位於剛果共和國和剛果民主共和國之間。首都是罗安达。
安哥拉擁有豐富的礦產和石油儲量，其是世界上經濟增長最快的國家之一，尤其是內戰結束以來； 然而，經濟增長高度不平衡，國家的大部分財富集中在極少數人口中。大多數安哥拉人的生活水平仍然很低； 預期壽命較低，而嬰兒死亡率較高。 自2017年以來，若昂·洛倫索政府將打擊腐敗作為其主要任務，以至於上屆政府的許多人都被判刑入獄，或者正在等待審判。 雖然外國外交官承認這一努力是合法的，但一些懷疑論者認為這些行動是出於政治動機。
安哥拉是聯合國、非洲聯盟、葡萄牙語國家共同體和南部非洲發展共同體的成員。截至2021年，安哥拉人口估計為3287萬，安哥拉是多元文化和多民族體系的國家，安哥拉文化反映了幾個世紀以來葡萄牙的影響，即葡萄牙語和天主教會的優勢，以及各種土著習俗和傳統。

## 国名
安哥拉这个名字来自葡萄牙的殖民地名称Reino de Angola（“安哥拉王国”），早在首任葡属安哥拉总督保罗·迪亚士·德·诺发伊斯（Paulo Dias de Novais）1571年颁发的特许状中就出现了。这个地名是葡萄牙人从恩东戈和马坦巴的国王（Kingdom of Ndongo）所拥有的ngola名号中衍生出来的。位于高原的恩东戈，在宽扎河和卢卡拉河之间，名义上是刚果王国的属地，但在16世纪寻求更大的独立。

## 历史
现代安哥拉在班图人第一次迁徙之前主要是由游牧的科伊人和桑人居住。科伊人（Khoi）和桑人（San)既不是牧民，也不是耕种者，而是狩猎采集者。他们被公元前一千年从北方来的班图人所取代，其中大多数人可能来自今天的尼日利亚西北部和尼日尔南部。 班图人将香蕉和芋头的种植技术以及大型牛群引入安哥拉的中部高地和罗安达平原。
一些政治实体被建立起来；其中最著名的是设在安哥拉的刚果王国，它向北延伸到现在的刚果民主共和国、刚果共和国和加蓬。它与非洲西南部和西部沿海的其他城邦和文明建立了贸易路线，甚至与大津巴布韦和穆塔帕帝国（Mutapa Empire）也建立了贸易路线，尽管它很少进行跨洋贸易。 它的南部是恩东戈王国，后来葡萄牙殖民地的地区有时被称为恩东戈，紧挨着它们的是马坦巴王国。
安哥拉原來被稱做葡屬西非，它本來是葡萄牙最具經濟價值和最富庶的殖民地。公元1475年，葡萄牙人迪奥戈·康為了探尋去印度的海上航線，率領了由7艘船隻所組成的艦隊，載有上百名士兵和少數的傳教士，沿着非洲西海岸航行，終於在這一年來到安哥拉境內的羅安達，發現了安哥拉的全部海岸，並且在剛果河口和聖奧古斯丁角立碑紀念。同時自安哥拉帶了一批黑人奴隸，返回葡萄牙。
1483年，迪奥戈又回到安哥拉，被他帶到葡萄牙去的那些奴隸們，也跟他回到了安哥拉。當時迪奥戈曾經和剛果王接觸，並且贏得了剛果王的友誼，因此剛果王也派出一名使節，長期駐在葡萄牙的首都里斯本。1491年，另外一支葡萄牙艦隊也駛抵安哥拉，並且深入剛果河以西120哩的剛果王首府。不久以後，葡萄牙也在剛果王的首府設立大使館，展開了和當地土人間的貿易關係，和土人建立了深厚的友誼。
1575年，葡萄牙人開始佔領剛果以南的地區，並且建立了羅安達城，同時還征服了幾個土著部落，使白人慢慢地移民安哥拉。在以後的50年時間中，葡萄牙人逐漸擴張地盤。1617年，葡萄牙又在安哥拉建立了本吉拉城，勢力更加穩固，從此更加確定了葡萄牙在安哥拉的地位。從1640年到1648年間，荷蘭人曾經攻佔這裡的一些重要港口，後來又被葡萄牙人收復。
在以後的兩個世紀中，安哥拉經濟發展緩慢。當時葡萄牙人雖然在安哥拉也致力於發展農業生產，但是當時安哥拉殖民地的主要收入，卻是靠販賣黑奴前往巴西，一直到1830年，販賣黑奴的行為才告廢止。到了19世紀後期，安哥拉的經濟才轉向內陸發展，葡萄牙人開始積極開發農業和地下礦產資源。第一次世界大戰的時候，安哥拉曾經被來自西南非的德軍所攻擊。由於葡萄牙人的堅守不退，才沒有遭受到德軍的蹂躪。
從1951年開始，安哥拉改成葡萄牙的一個海外省：由葡萄牙政府派遣總督前來治理。進入二十世紀70年代，由於受到非洲的民族主義運動的影響。加上境內黑人生活過於艱苦，因此在1961年1月開始，安哥拉人展開實際反抗行動。要求獨立自主。北部安哥拉民族解放陣線的游擊武力，在叢林地區建立了一些據點，採用游擊戰術攻擊葡萄牙在安哥拉境內的軍隊。並且以距離羅安達以北約150公里的安布瑞茲港作基地，由他們的領袖羅勃拉領導。
1966年，又有以奈托領導的安哥拉人民解放運動出現，他們盤踞在安哥拉的首都羅安達城和附近地區。同時在南部新里斯本也有爭取安哥拉徹底獨立全國聯盟的政治組織出現。他們各自擁有一支游擊武力。但是這三個當地的政治性組織並不互相協調，它們各自為政，並且互相爭鬪。
1975年1月，葡萄牙政府終於同意安哥拉走向獨立，同時簽訂了一項彭民納協定，要安哥拉三派政治勢力自行達成協議，以便在安哥拉獨立的時候，有統一合法的代表，自葡萄牙人手中接收安哥拉的統治權。1975年11月10日，最後一批葡萄牙軍隊撤離安哥拉；11日，安哥拉宣告独立，成立安哥拉人民共和国，結束了葡萄牙人五百年來的殖民統治。
同年，安哥拉獨立後，由蘇聯支持的安哥拉人民解放運動（MPLA；安人运）和由美國、南非政府支持的爭取安哥拉彻底独立全國聯盟（UNITA；安盟）引发对立冲突，后演变成全国性內戰。結果親蘇的安人运獲勝，並掌握政權。由這時開始安哥拉政府和蘇聯結盟，而且實行一黨專政。
1990年安哥拉政府決定放棄社會主義的路線，次年實行多黨政制。1991年5月，安人运政府和安盟的领导人萨文比，在葡萄牙介入下簽定和平協定。不過在1992年的議會選舉中安人运和安盟再爆發內戰。經聯合國居中斡旋，1994年11月再恢復和平，但1998年內戰不幸再度爆發。
2002年4月4日，雙方簽訂停戰協定，加上安盟的領導人萨文比也在2002年2月戰死，持續了27年的內戰正式告一段落。

## 地理

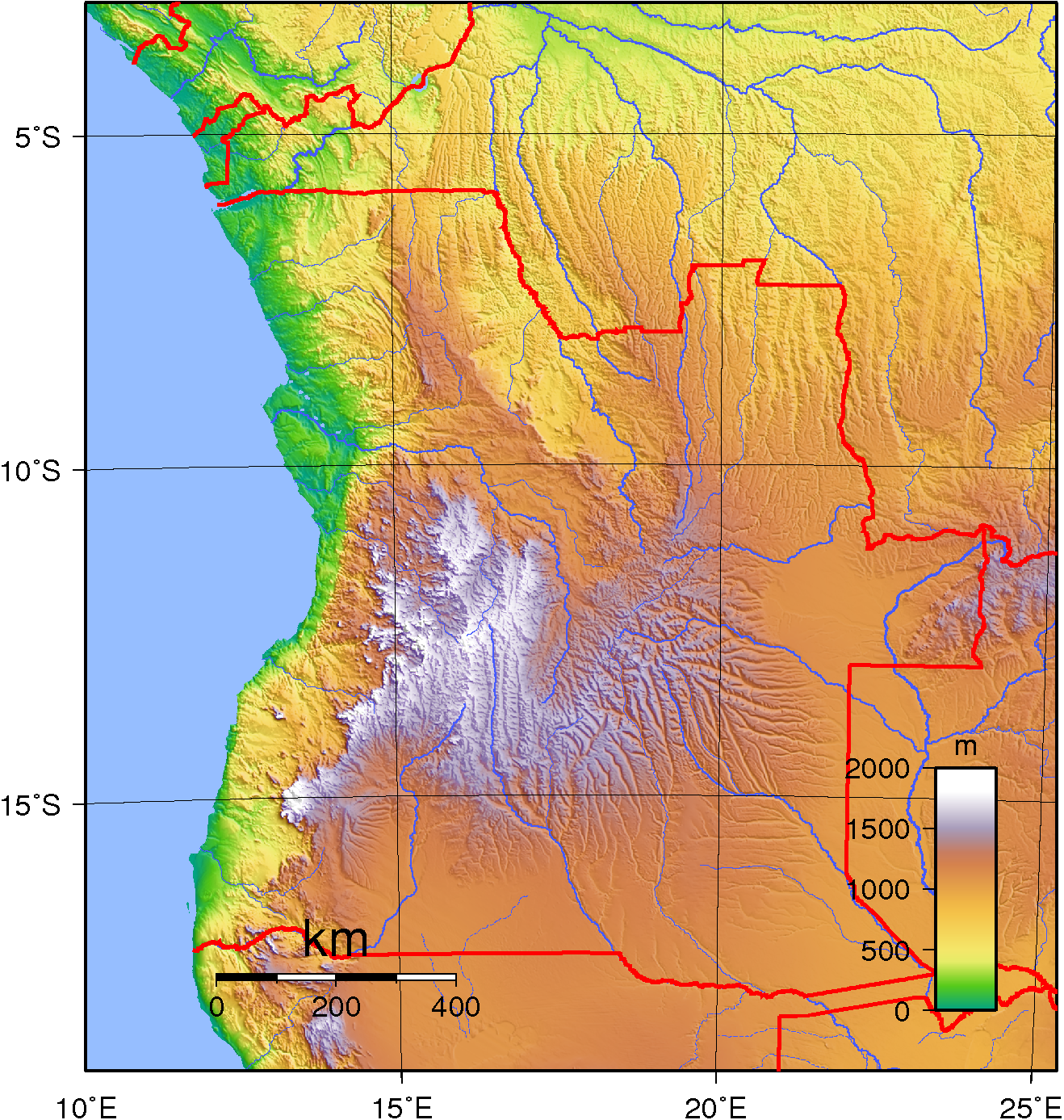
安哥拉地形圖

安哥拉西部有濱大西洋的狹窄平原，北部鄰近剛果三角洲一帶地形開闊。內陸為比耶高原，為各大水系的分水嶺，有「安哥拉屋脊」之稱，平均海拔1200公尺，最高點莫寇峰（2619公尺）。境內多河流，但大多不通航運。

### 位置
安哥拉的位置在非洲的西南岸。北和東北接壤剛果民主共和國。東接尚比亞。南和納米比亞接壤。西濱南大西洋、隔海遙對聖赫勒拿群島；全國總面積共1,246,700平方公里。海岸線長約1600公里。

### 地形
全境大部份都是高原，尤其是中部地區更為高耸。有一片沙漠一直延伸到大西洋岸邊，靠近西部海岸的地方，有狹長的平原。西北部為馬蘭哲高原，﹐海拔約500到1000公尺；東北部為隆達高原，海拔1000多公尺，古老的結晶岩地層，經河流長期切割，形成一系列條狀平崗和島山，諸河並列北流，形成剛果河水系的眾多支流。南部為威拉高原，從北向南海拔由1500公尺左右下降至1100公尺，地表較平緩。東部是近代沖積的內陸湖盆，在乾草原上散布一些孤立高地。大西洋沿岸為海拔200米以下的沿海平原，上覆砂質土壤，其南部是納米布沙漠的一部分。

### 水系
安哥拉境內河流由中央的比耶高原向四周輻射，北流多屬剛果河支流。東南流多注入三比西河。其主流的源地也在安哥拉東北部。西南流的庫內河下游構成和納米比亞的界河。西流的河流均注入大西洋，以庫安沙河為最大，均由羅安達入海。

### 地理區
安哥拉在經濟地理上可分為四區：
卡宾达區

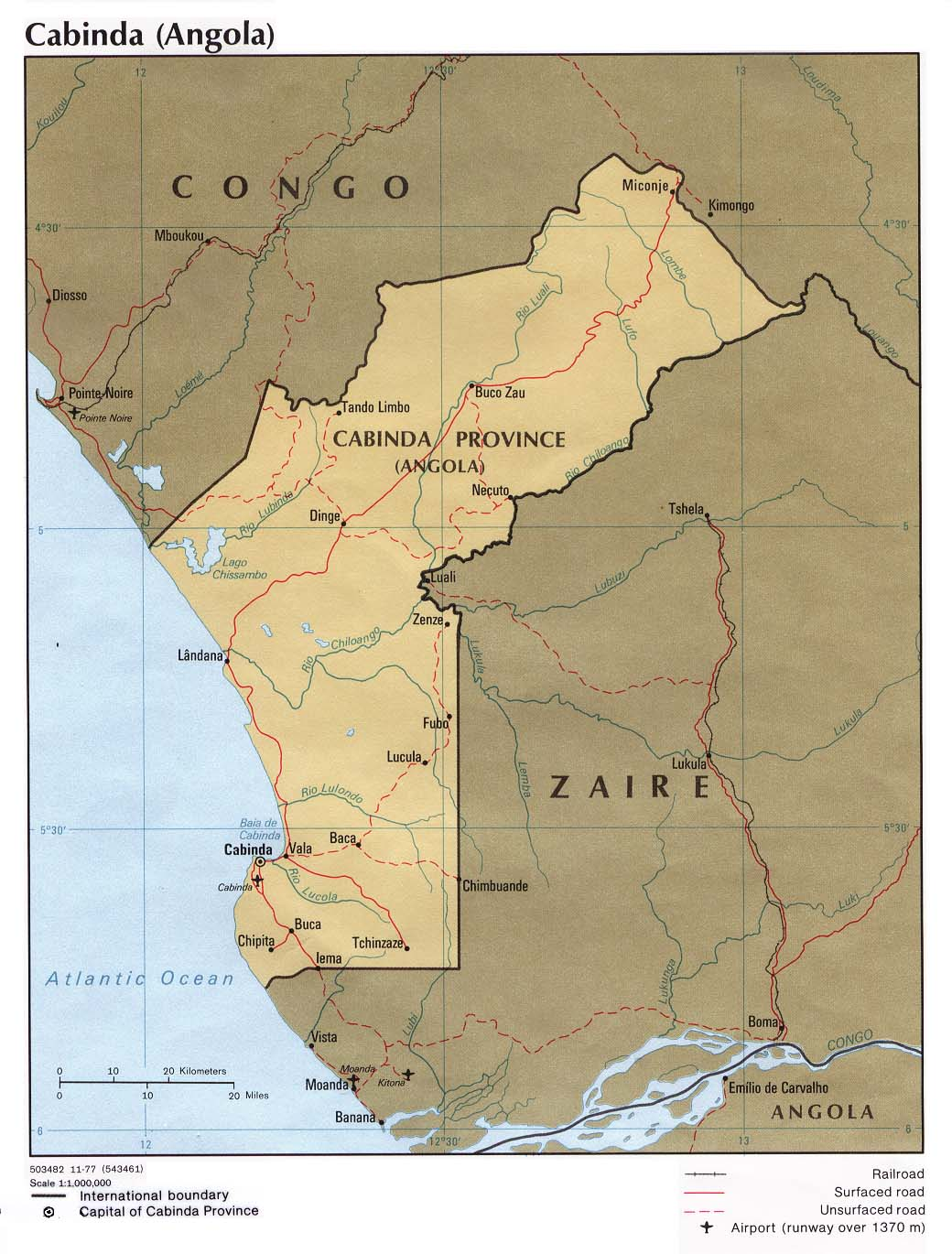
卡宾达地圖 (1977年)

安哥拉大部份均在剛果河以南，只有一小片土地嵌在剛果民主共和國境邊，位在剛果河北岸，此區稱卡宾达，面積7,246平方公里，首府亦名卡宾达。该區約在南緯5度左右，年雨量約有1250~1500公釐，氣候暖濕，本可大加開發，但因缺乏資金及勞工（當時葡萄牙規定白人農莊不得雇用黑人），大多尚未開闢，現本區僅以砍伐天然森林為主，另有咖啡、椰子，亦已開始栽培。
目前鄰國剛果民主共和國的首都金夏沙有流亡的卡宾达人成立所謂的流亡政府，其訴求在要求卡宾达脫離安哥拉獨立。
北安哥拉區
本區沿海低地寬廣，約有100~200公里。因地勢低平，雨量較少，植物呈半乾燥型，向內陸高原上雨水較多，為重要的咖啡生產地，栽種在400~1500公尺高度，雨量約1250公釐，安哥拉的主要咖啡產區在北部的烏吉高原，此高原鄰近卡摩那（Carmona）。安哥拉以咖啡以羅巴斯塔高吉品為多，而後又引進阿拉伯種在中部高原上栽種。
北部沿海平原區正栽培中度纖維的棉花，沿羅安達鐵路沿線而以卡台提（Catete）為中心。另有甘蔗，分布在北部及中部沿海谷地。為續水灌溉，在柯安沙河谷建築坎班布壩（Cambambe Hydroelectric Power Station），於1962年完工，具灌溉、發電及防洪功能。此區生產椰子、菸草及香蕉。
中安哥拉區

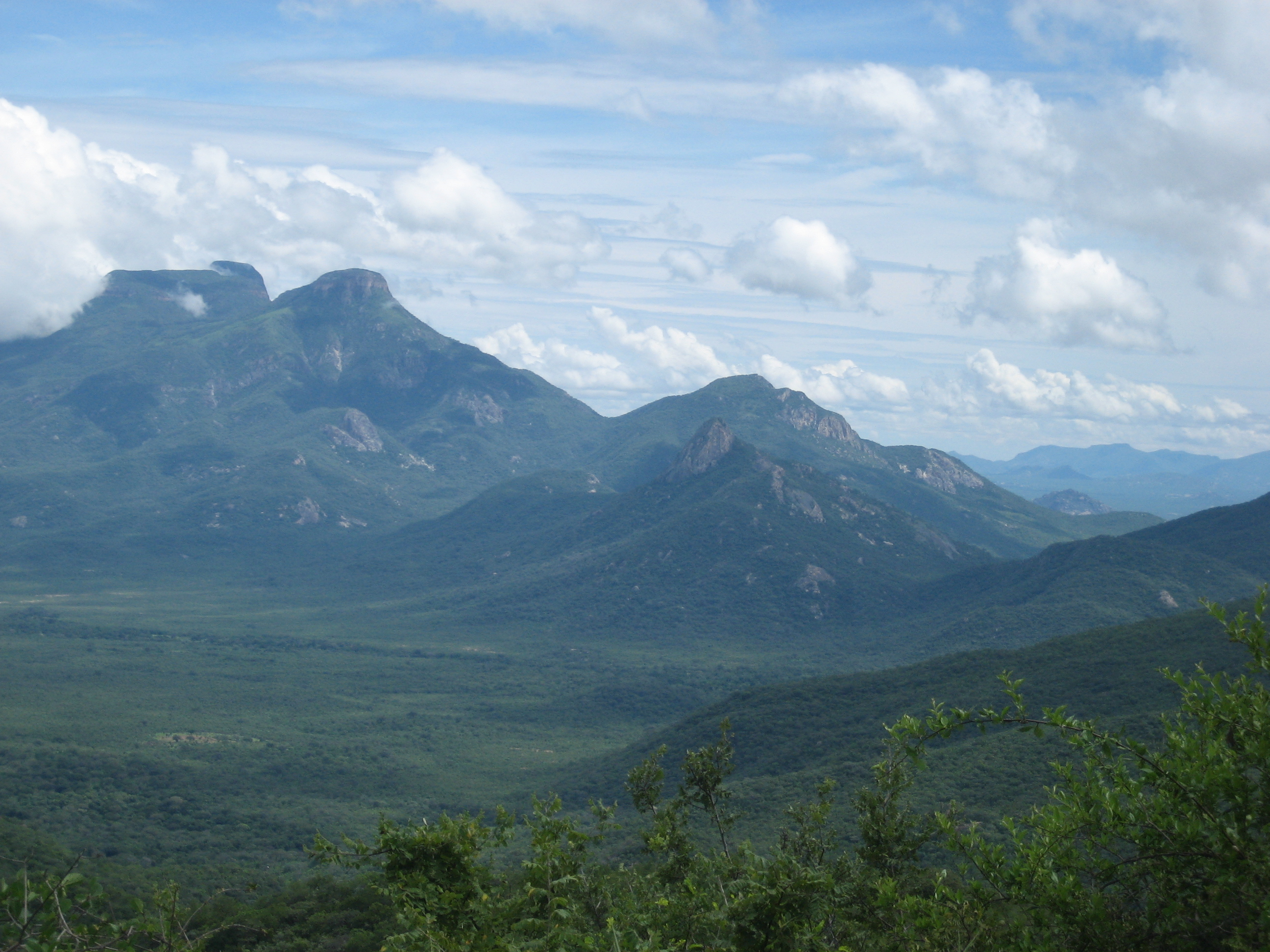
盧班戈風景

此區沿海平原最窄，高原形勢最高，故高原上雨量最多，農田多沿本吉拉向東分布，以瓊麻產量最多，玉米除自用外另可外銷，中部高原上尚有咖啡（阿拉伯品種）、花生、芝麻、小麥、豆類等，內陸另有野生蜂蜜的採集。
南安哥拉區
此區氣候較乾，景象荒涼，以畜牧業為主。

### 氣候
安哥拉大部分地區屬熱帶草原氣候，每年有溼季（10月－3月）及旱季（4月－9月），位在高原上的夫安波一帶，海拔有1500公尺，氣候溫和，年平均降雨量1450公釐，日平均氣溫為攝氏24至29度。濱海地區的氣溫和雨量均很低。羅安達以南屬半乾燥氣候，羅安達則是典型的草原氣候。
西部低地夏季十分炎熱。境內年分乾濕兩季，每年五月到八月是乾季。每年九月到第二年四月是濕季。每年三月到十二月是雨量最多的月份。北部平均年雨量在750公釐左右；南部和西北部海岸，平均年雨量在500公釐以下;南部靠海岸的地帶，平均年雨量只有300公釐左右。

## 政治
安哥拉共和國是實行總統制的單一制民主共和國。安哥拉總統為國家元首兼任政府首腦，並對外代表安哥拉共和國行使主權。現任国家元首是若昂·洛伦索；現任政府首脑亦是若昂·洛伦索、安哥拉的政治体制是共和制、多党制。立法機構是安哥拉國民議會：220個議席（一院制），以政黨得票比例產生代表，任期五年。內閣：由23名部長及18名省長組成，總理由執政黨（安哥拉人民解放運動）推舉。

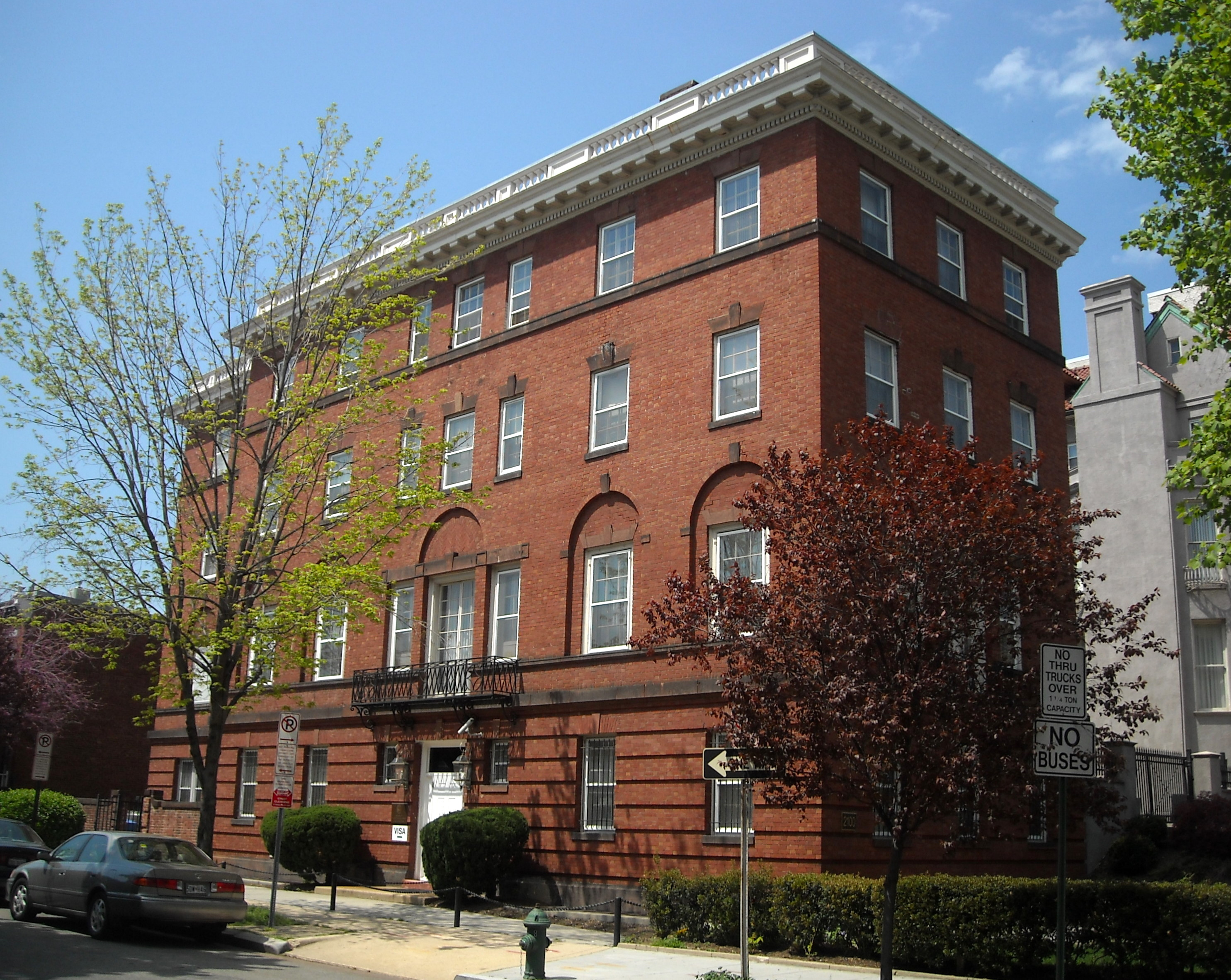
位於美國華盛頓特區的安哥拉大使館

安哥拉在非洲联盟的位置

## 行政區劃

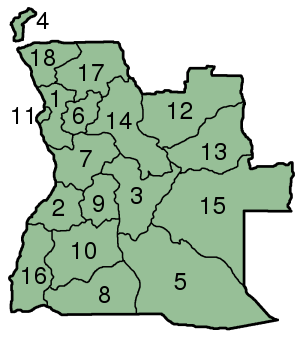
安哥拉行政區圖，數字代表左列行政區之名稱

安哥拉分為18个省如下：
| 1. 本戈省 2. 本格拉省 3. 比耶省 4. 卡宾达省 5. 库安多古班哥省 6. 北宽扎省 7. 南宽扎省 8. 库内内省 9. 万博省 | 1. 威拉省 2. 罗安达省 3. 北隆达省 4. 南隆达省 5. 马兰热省 6. 莫希科省 7. 省 8. 威热省 9. 扎伊尔省 |

## 重要城镇
- 羅安達（Luanda）
- 丹巴 （Damba）
- 威热（Uige）
- 卢阿希莫（Luachimo）
- 恩达拉坦多（N'Dalatando）
- 马兰热（Malanje）
- 绍里木（Saurimo）
- 安博因姆（Porto Amboim）
- 松贝（Sumbe）
- 洛比托（Lobito）
- 本格拉（Benguela）
- 万博（Huambo）
- 奎托（Kuito）
- 库万戈（Kuvango）
- 梅农盖（Menongue）

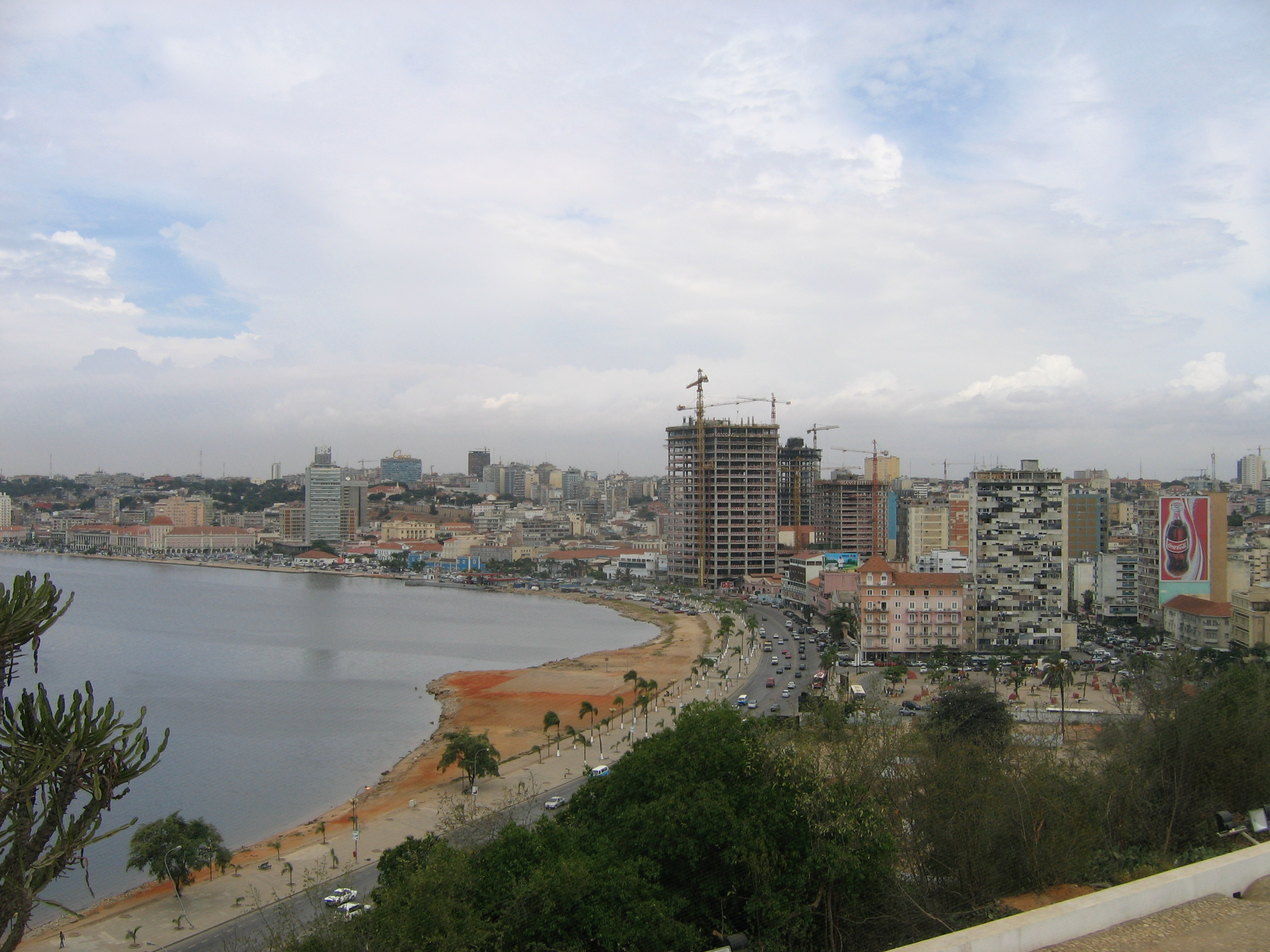
首都羅安達一景（照片Silje L. Bakke）

- 奎托夸納瓦萊（Cuito Cuanavale）
- 卢班戈（Lubango）
- （Namibe）
- 翁吉瓦（Ondjiva）
- 穆库索（Mucusso）

## 经济
| 安哥拉國內生產總額組成 | 安哥拉國內生產總額組成 | 安哥拉國內生產總額組成 | 安哥拉國內生產總額組成 | 安哥拉國內生產總額組成 |
| ---------------------- | ---------------------- | ---------------------- | ---------------------- | ---------------------- |
| 部門                   | 部門                   |                        | 組成百分比             | 組成百分比             |
| 工業                   | 工業                   |                        | 65.8%                  | 65.8%                  |
| 服務業                 | 服務業                 |                        | 24.6%                  | 24.6%                  |
| 農業                   | 農業                   |                        | 9.6%                   | 9.6%                   |

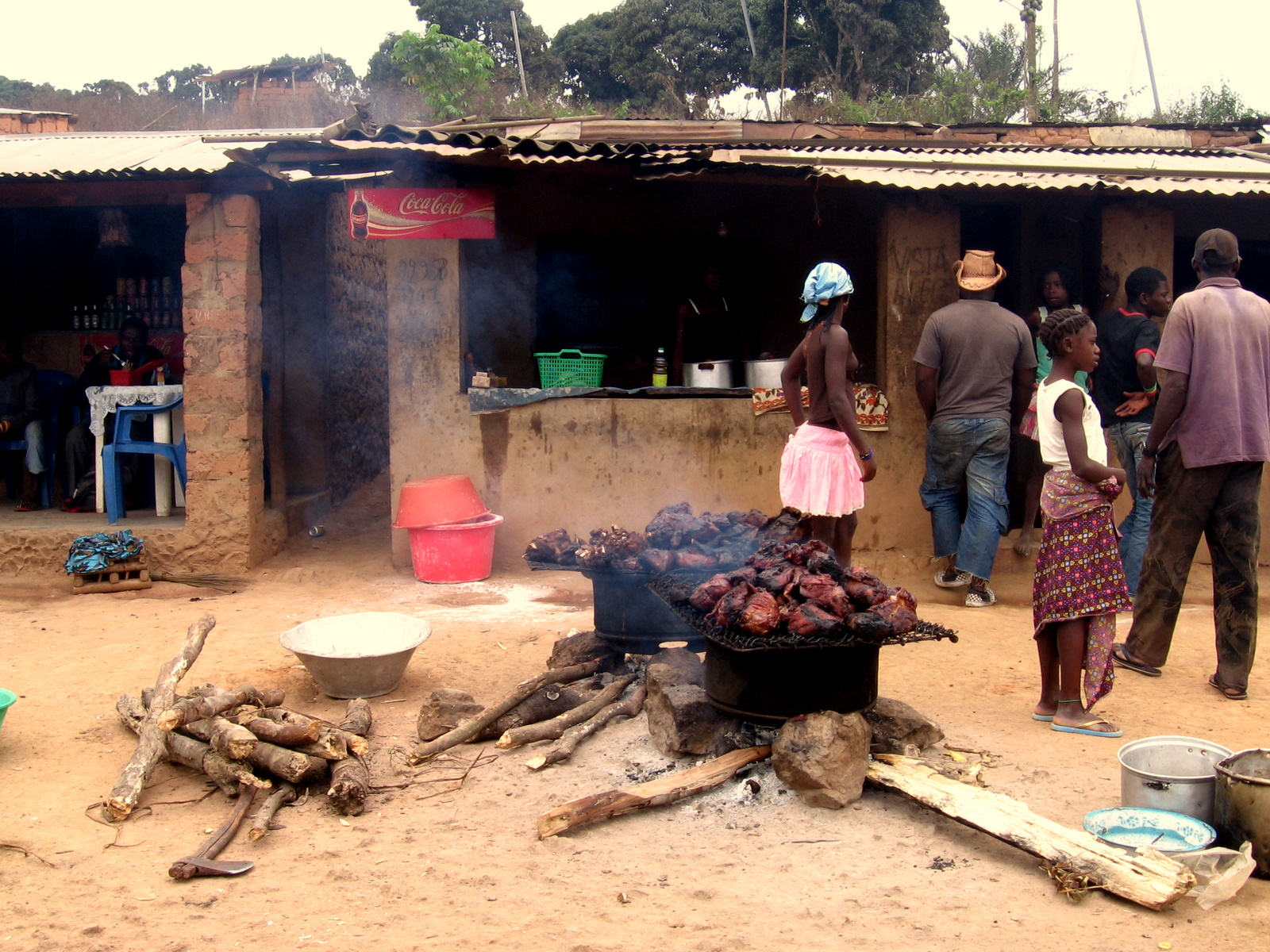
農村雜貨店

安哥拉經濟以農業為主，產木薯、穀類、香蕉、大蕉、棉花、木材、玉蜀黍、棕櫚油、蔬菜、麻、咖啡及煙草。礦產則有鑽石、鐵、石膏、瀝青、鹽、石灰石、磷酸鹽及錳。有煉油工業，主要分部於卡賓達的濱海地帶，產品佔近年出口收益的75%以上。亦有食品加工、造紙、紙漿、水泥及紡織工業。
在安哥拉的沿岸共蘊藏了80億桶石油，内陸也有出產鑽石。經濟潛力非常高。内戰終結後、毎年在貿易上共取得30億美元以上的盈利。
安哥拉地大物博，未開發的資源十分豐富，且曾為葡萄牙屬地，因而有「非洲的巴西」之稱。

### 農業
主要的農產品有咖啡、花生、豆類、葛粉、玉蜀黍、棕櫚樹、香蕉、西沙爾麻、椰油、棉花、樹薯、稻米、小麥、甘蔗、可可、菸葉、蔬菜和柑橘等水果。安哥拉是非洲最大咖啡產地，咖啡大多數是，著名的羅柏斯特（Robusta）種。

### 畜牧業
安哥拉畜牧業興盛，牧區分佈在胡拉、貝夷和本吉拉等地，牛、羊和豬等肉類，不愁缺乏。

### 漁業
安哥拉沿海漁業資源豐富，國內有許多機動漁船，魚獲量可以自足，魚粉和魚油還可以輸出。

### 林業
安哥拉國內林地很廣，森林面積為588544
平方公里，森林覆蓋率47.2%，林產相當豐富，但是還沒有大量開發。

### 礦業
安哥拉地下資源相當豐富，主要的礦產有金、銅、鐵、鈾、鎳、錳、磷、煤、鎢砂、褐煤、鹽、瀝青石、綠寶石、大理石、白陶土、石膏、鑽石和石油等。境內東北部有豐富的鑽石礦，鑽石多數用以外銷。國內還蘊藏有大量石油，卡宾达地方和北部海岸是主要的石油產地。石油自1969年開始生產，2009年平均日產量1,948.176桶，為當年非洲第二大產油國，並且石油自1973年起取代咖啡成為安哥拉最大宗的輸出物。

### 工業
工業也在積極發展中。主要的工業有煉油廠、紙漿廠、食品加工廠、成衣廠、汽車修護廠、碾米廠、藥廠、傢俱廠、鋸木廠、糖廠、咖啡加工廠、啤酒廠、水泥廠、肥料廠、紡織廠、發電廠、玻璃廠、飲料廠、菸酒廠和機械廠等，其中年發電廠年發電量為37.22億度（千瓦-小時）。

### 自然資源
《經濟學人》2008年報導稱，鑽石和石油占安哥拉經濟的60%，幾乎佔該國所有收入和所有主要出口。增長幾乎完全是由石油產量上升推動的，2005年底石油產量超過 140 萬桶/天（220,000立方米/天），預計到2007年將增長到200萬桶/天（320,000立方米/天）。 控製石油工業併入安哥拉政府所有的企業集團Sonangol Group。 2006年12月，安哥拉被接納為歐佩克成員國。2023年12月退出歐佩克。
據保守的美國智庫傳統基金會稱，安哥拉的石油產量大幅增加，安哥拉現在是中國最大的石油供應國。“中國已向安哥拉政府提供了3筆數十億美元的信貸額度；中國進出口銀行兩次貸款20億美元，2004年一筆，2007年第二筆，以及2005年中國國際基金一筆29億美元貸款有限公司”
不斷增長的石油收入也為腐敗創造了機會：根據人權觀察最近的一份報告，2007-2010年政府賬戶中消失了320億美元。此外，國有石油公司Sonangol控制著卡賓達51%的石油。由於這種市場控制，公司最終確定了政府獲得的利潤和支付的稅款。外交事務委員會表示，世界銀行提到Sonangol是納稅人，它開展準財政活動，投資公共資金，並且作為特許經營商，它是一個行業監管機構。這種五花八門的工作計劃造成了利益衝突，並體現了 Sonangol 與政府之間複雜的關係，這削弱了正式的預算程序，並在國家的實際財政狀況方面造成了不確定性。”
2002 年，安哥拉要求賠償據稱由雪佛龍公司造成的漏油事故，這是安哥拉首次對在其水域經營的跨國公司處以罰款。
其鑽石礦的運營包括國營Endiama與採礦公司（如在安哥拉運營的ALROSA）之間的合作夥伴關係。
安哥拉的生物承載力高於世界平均水平。 2016年，安哥拉境內人均生物承載力為1.9全球公頃，略高於每人1.6全球公頃的世界平均水平。 2016年，安哥拉人均使用了1.01公頃的全球生物承載力——他們的消費生態足跡。這意味著他們使用的生物承載力大約是安哥拉的一半。因此，安哥拉正在運行生物承載力儲備。

## 國際貿易

### 出口貿易
在出口貿易方面，2009年輸出總值約為406.5億美元。主要輸出品有原油、鑽石、原油提煉產品、咖啡、西爾沙麻、漁及漁產、木材、棉花等，主要輸出國為中國、美國、法國、南非及加拿大。

### 進口貿易
在进口貿易方面，2009年輸入總值約為157.4億美元，主要輸入品有機械及電力設備、車輛及相關零件、藥品、食物、紡織品、軍事用品等。主要輸入國是葡萄牙、中國、美國、巴西、南韓及南非。

## 人口
根据世界人口统计网站的统计，安哥拉目前拥有29,276,528的人口，将近3000万人，人口年增長率為3%（2020年預估），預期壽命為46歲（男性45歲.女性48歲），而安哥拉的男女人口比例较为均衡，男性占比达到49.5%，女性占比50.5%。安哥拉國內的種族及宗教组成也十分多元。
| 安哥拉宗教分佈 | 安哥拉宗教分佈 | 安哥拉宗教分佈 | 安哥拉宗教分佈 | 安哥拉宗教分佈 |
| -------------- | -------------- | -------------- | -------------- | -------------- |
| 宗教           | 宗教           |                | 人口百分比     | 人口百分比     |
| 土著信仰       | 土著信仰       |                | 10%            | 10%            |
| 天主教         | 天主教         |                | 68%            | 68%            |
| 新教           | 新教           |                | 20%            | 20%            |

- 宗教：68%信仰天主教。
- 語言：官方語言為葡萄牙語。

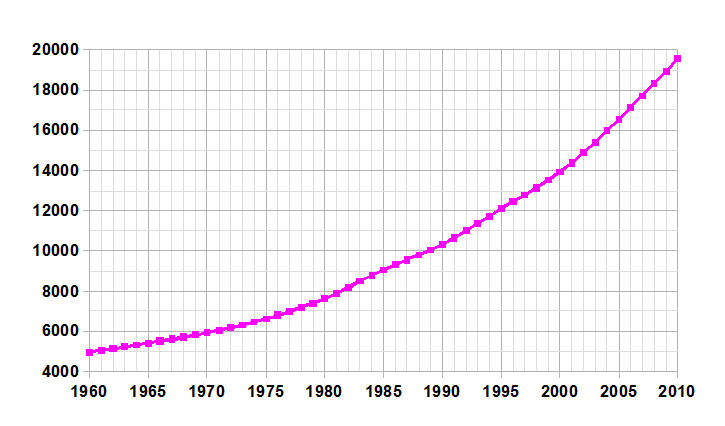
安哥拉人口成長曲線

- 識字率：66.8%（男性82.1%、女性53.8%）
- 贫困线以下人口：70%（2003估.）

### 城市人口
安哥拉城市人口約占全國人口的59%（2010年預估），而2010年至2015年城市人口則以每年4%的速度成長。

### 民族及語言
安哥拉境內主要有奧溫本杜族（37%）、安本杜人（25%）、巴剛果族（13%）、隆達族、歐洲人（1%）等民族，官方語言為葡萄牙語，另有民族語言有姆班杜語、金邦杜語和剛果語等。

## 交通

安哥拉鐵路路線圖

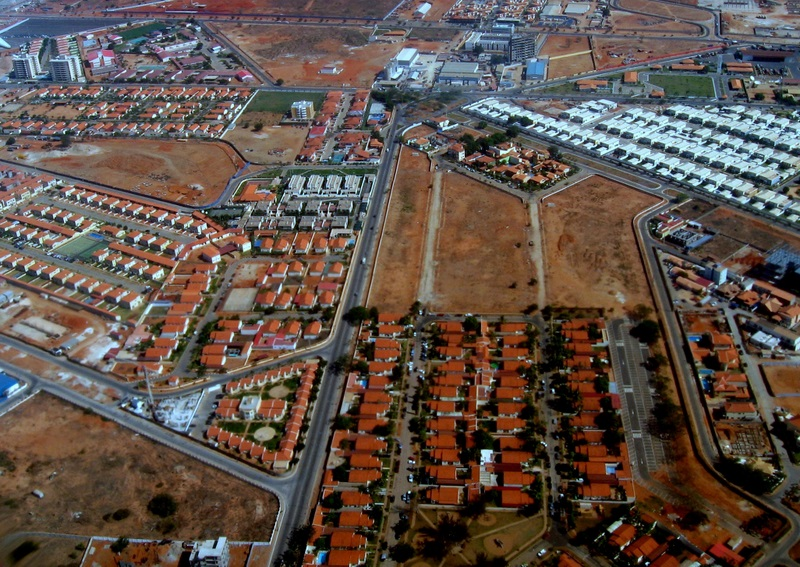
羅安達新市鎮開發區

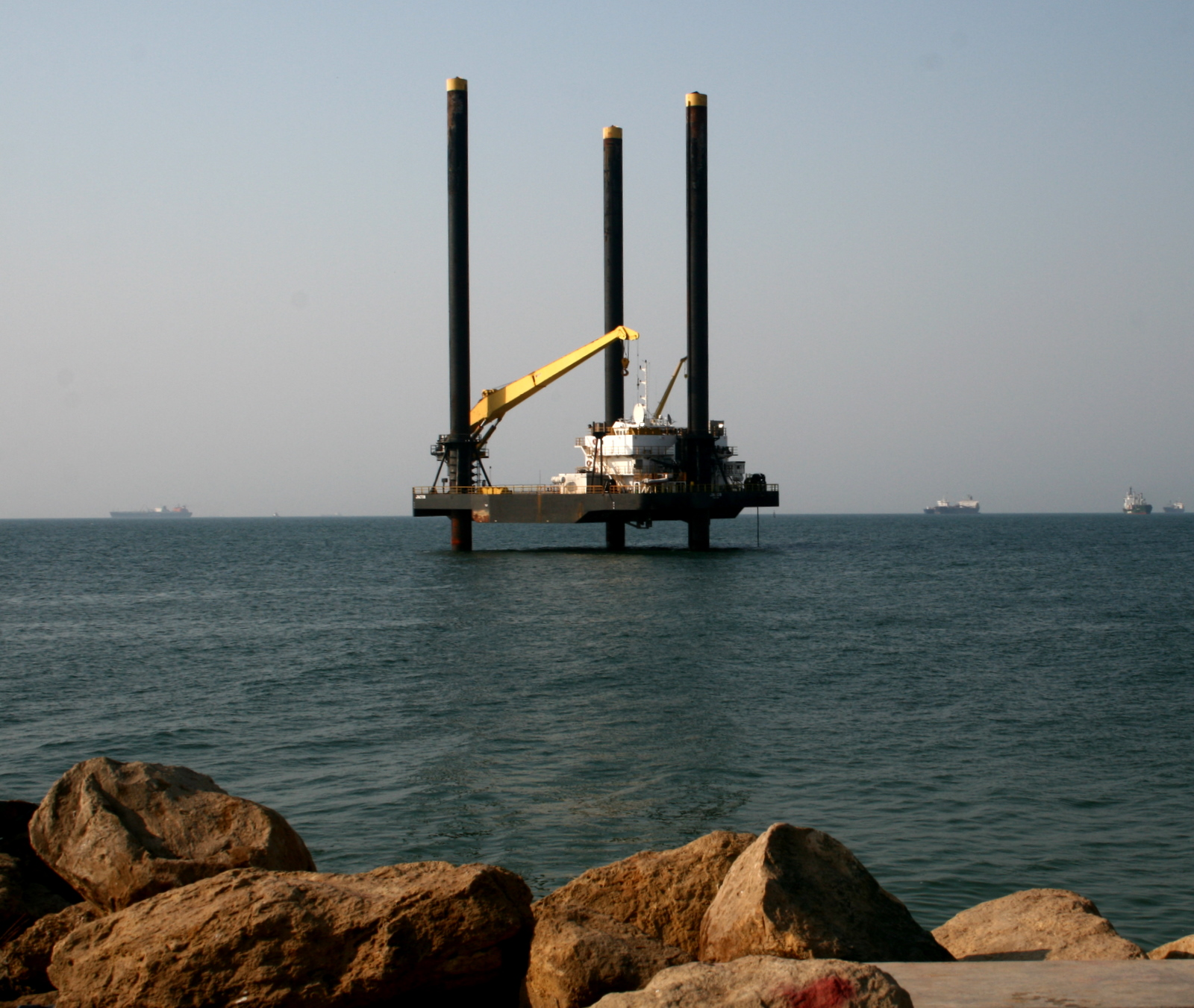
海上鑽油平台

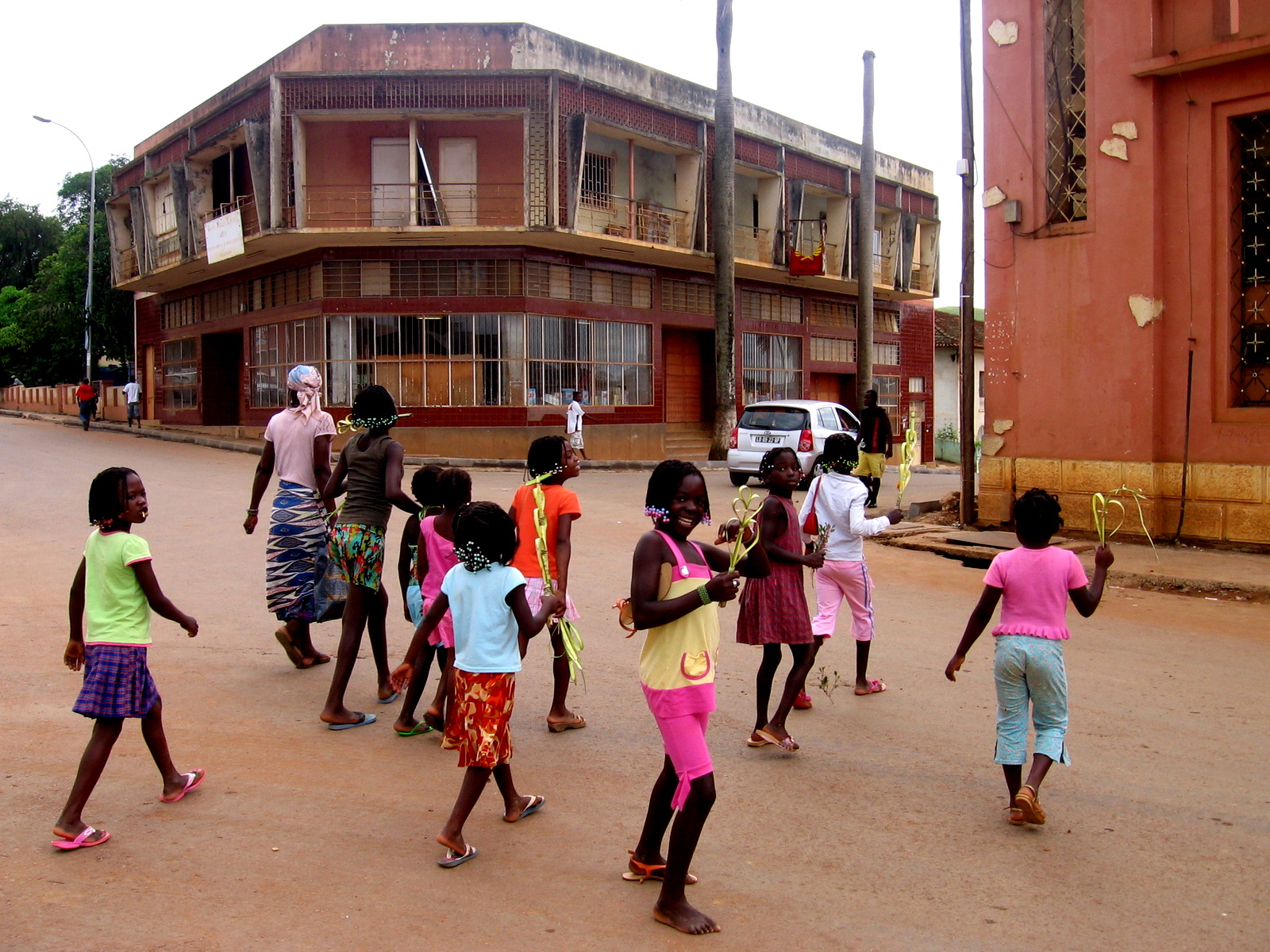
農村街頭

在交通方面，安哥拉海運十分發達。國內主要的港口有摩珊第斯、本吉拉、羅安達和洛比托等地。可和世界各大港口通航。安哥拉國內鐵路全長2764公里。都是從沿海向內陸伸展。一共有五條，其中以從洛比托經本吉拉，橫貫安哥拉，和卡淡加鐵路銜接的本格拉铁路最為重要，這條鐵路並且和尚比亞以及辛巴威的鐵路互相銜接，可以通到莫三比克的貝伊拉和羅倫索馬貴斯等兩個港口，因此在安哥拉的交通運輸上，佔有很重要的地位。公路全長51,429公里，三分之一高級路面，其他的是次級和低級路面，大多數公路雨天行車困難，全國約有68萬輛汽車，這個國家的航空交通也很發達，國內各大城市間有定期民航班機連絡，和各鄰國間也有定期班機往返，和英國以及葡萄牙間，空運航線更是十分忙碌。境內共有192處飛機場。

## 新聞出版
《安哥拉日報》為葡萄牙文官方日報，1923年創刊，發行量4萬餘份。《共和國公報》為官方不定期刊物，葡萄牙文。《安哥拉北方》、《支部》由安人運主辦，《勞動者之聲》由工人聯合會主辦。《對外貿易》、《能源》為專業性雜誌、季刊。 
- 安哥拉通訊社：國家通訊社，有記者近百人，駐外有7個分社。
- 安哥拉國家電台：用葡語和多種民族語言廣播，對外用葡萄牙語、西班牙語、英語、法語等語言廣播。
- 安哥拉電視台：國營，每天播放15小時

## 文化教育
安哥拉教育體系分為基礎教育、中等教育和高等教育。
基礎教育為義務教育，學制8年。兒童從7歲起入學。
阿戈斯蒂紐·內圖大學是唯一的國立綜合性大學，另有兩所私立大學。
2005年文盲率為33%。2008年，安注册學生總數為573.6萬人，教師17.9萬名。公共教育支出占國內生產總值的2.8%。

## 資源
安哥拉石油、天然氣和礦產資源豐富。已探明石油儲量為125億桶，原油日產量已接近200萬桶，天然氣儲量達7萬億立方米。石油工業是安哥拉國民經濟的支柱產業。安哥拉主要礦產有鑽石、鐵、磷酸鹽、銅、黃金、石英、大理石等。安哥拉森林面積5300萬公頃，出產烏木、非洲白檀木、紫檀木等名貴木材。此外，安哥拉土地肥沃，河流密布，具有發展農業的巨大潛力。

## 節日
| 日期     | 中文名               | 当地名 | 备注           |
| -------- | -------------------- | ------ | -------------- |
| 1月1日   | 新年                 |        |                |
| 2月4日   | 武装鬥争開始日       |        | 獨立戰争開始日 |
| 3月4日   | 狂欢节               |        |                |
| 3月8日   | 國際婦女日           |        |                |
| 3月27日  | 勝利日               |        |                |
| 4月14日  | 青年日               |        |                |
| 5月1日   | 勞動節               |        |                |
| 6月1日   | 兒童日               |        |                |
| 8月1日   | 軍隊日               |        |                |
| 9月17日  | 國民英雄日           |        | 第一任總統生日 |
| 11月11日 | 獨立記念日           |        |                |
| 12月1日  | 開拓者日             |        |                |
| 12月10日 | MPLA勞動黨設立記念日 |        |                |
| 12月25日 | 聖誕節               |        |                |

## 軍事

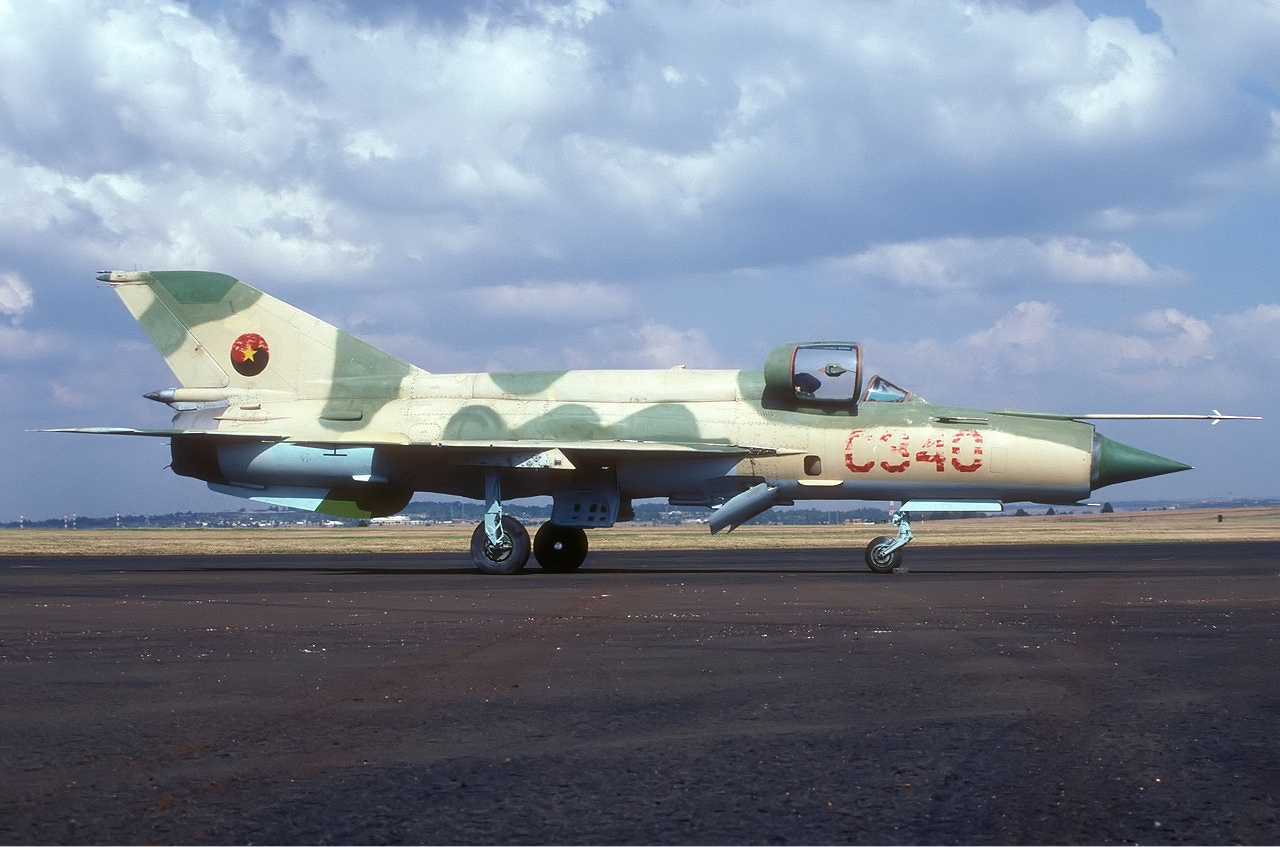
安哥拉米格21戰機

- 陸軍: 12萬人
- 海軍：3,000人
- 空軍：6,000-8,000人